# Xã Wisconsin, Quận Jackson, Minnesota
Xã Wisconsin (tiếng Anh: Wisconsin Township) là một xã thuộc quận Jackson, tiểu bang Minnesota, Hoa Kỳ. Năm 2010, dân số của xã này là 233 người.

## Lịch sử
Xã Wisconsin được thiết lập vào năm 1869. Do những người định cư đầu tiên ở đây phần lớn là người bản địa của Wisconsin, cho nên xã mới có tên gọi là Wisconsin.